# 上户镇
上户镇，是中华人民共和国新疆维吾尔自治区巴音郭楞蒙古自治州库尔勒市下辖的一个乡镇级行政单位。

## 行政区划
上户镇下辖以下地区：
大二线社区、西站社区、上户村、杜尔比勒村、大墩子村、哈拉苏村和萨依买里村。